# یوپودوفیس
یوپودوفیس (نام علمی: Eupodophis descouensi) نام یک زیرراسته از راسته پولک‌داران است.